# 加納久周
加納 久周（かのう ひさのり）は、江戸時代後期の大名。伊勢八田藩第3代藩主。上総一宮藩加納家3代。伏見奉行などを務めた。

## 経歴
宝暦元年（1751年）、上総勝浦藩主・大岡忠光の次男として生まれる。幼名は久弥と称した。
明和9年（1772年）伊勢八田藩第2代藩主・加納久堅の実子・久致が夭折したため、久堅の養女（松平信礼の娘）を娶り、久堅の養子として迎えられて加納久周と名乗る。同年、第10代将軍徳川家治に拝謁し、従五位下・備中守に叙任された。
天明6年（1786年）、久堅が死去したため家督を相続し、第3代藩主となる。陸奥白河藩主松平定信の信任が厚く、翌年に定信が老中首座となると、側衆となって定信を補佐して寛政の改革の推進に貢献した。
同年、大番頭を兼務し、遠江守に転任となり、寛政5年（1793年）、若年寄並に異動となる。3年後の寛政8年（1796年）、改革の功により、上野国の新田郡と佐位郡の両郡に3000石を加増され、石高は1万3000石を知行した。
翌寛政9年（1797年）、若年寄並を辞す。寛政12年12月28日（1800年）、伏見奉行に就任。文化4年（1807年）、伏見奉行を辞す。翌文化5年（1808年）、嫡男の久慎に家督を譲り、隠居した。その3年後、文化8年（1811年）に死去。享年59。墓所は谷中霊園。

## 年表
- 宝暦元年（1751年）：出生
- 安永元年（1772年）：将軍家初見、従五位下・備中守
- 天明6年（1786年）：加納家の家督を相続
- 天明7年（1787年）：従五位下・遠江守、八番組大番頭兼側衆
- 寛政年間（1789年 - 1801年）：上総国長柄郡一宮で貯水池（洞庭湖）の造成に着工[2]
- 寛政5年（1793年）：若年寄並
- 寛政8年（1796年）：3000石加増
- 寛政9年（1797年）：若年寄並辞
- 寛政12年（1800年）：伏見奉行
- 文化4年（1807年）：伏見奉行辞
- 文化5年（1808年）：隠居
- 文化8年（1811年）：死去、享年59

## 系譜
父母
- 大岡忠光（実父）
- 加納久堅（養父）

正室
- 禎 - 加納久堅の養女、松平信礼の娘

子女
- 加納久慎（長男） 生母は禎
- 有馬久保（次男） 生母は禎
- 大岡忠正（三男） 生母は禎
- 本多忠和（四男）
- 大岡忠固
- 延姫 - 松平信順継室
- 稲葉正武継室